# Malvoliophis pinguis
Malvoliophis pinguis är en fiskart som först beskrevs av Günther 1872.  Malvoliophis pinguis ingår i släktet Malvoliophis och familjen Ophichthidae. Inga underarter finns listade i Catalogue of Life.